# Castello ducale di Bisaccia
Il Castello ducale di Bisaccia è il castello federiciano di Bisaccia, paesino in provincia di Avellino, vicino alla cattedrale. Fu costruito dai Longobardi intorno alla seconda metà dell'VIII secolo. Distrutto dal sisma del 1198 il maniero fu ricostruito verso la fine del XIII secolo da Federico II di Svevia. Ai tempi di Federico II il feudo apparteneva a Riccardo di Bisaccia. Nel XVI secolo fu trasformato in residenza signorile.

## Architettura
La struttura muraria è costituita da grossi ciottoli fluviali misti a blocchi di calcare squadrati e malta durissima. Nel castello sono presenti una cisterna con depuratore e tubi fittili, per il deflusso delle acque, una torre alta 12 metri e larga 8 metri e le rovine di una piccola chiesa absidata. Le stanze del castello sono 42.
Sul portone c'è lo stemma della famiglia Pignatelli d'Egmont che tenne il castello dalla fine del XVI agli inizi del XIX secolo.
La zona residenziale, dove soggiornava il feudatario, si trovava nell'ala Sud.
Storicamente era un bastione di controllo strategicamente importante, che faceva parte di una linea difensiva che aveva la funzione di proteggere i territori della Puglia occidentale e settentrionale. Questa linea di difesa, che correva lungo la via Appia e la via Traiana e di cui facevano parte, oltre alla fortezza di Bisaccia, quella di Sant'Agata di Puglia e il castello di Ariano, fu opera del catapano bizantino Basilio Boioanne, che la realizzò nel corso della sua riorganizzazione amministrativa della "Capitanata occidentale". Il castello di Bisaccia in quell'epoca si chiamava castrum Byzacium o Byzantii ed era un avamposto difensivo bizantino.

## Storia

### I Normanni
I primi documenti che attestano l'esistenza del castello sono di epoca normanna, anche se già i Longobardi intorno alla seconda metà dell'VIII secolo avevano costruito una primitiva fortezza.
Sotto i Normanni Bisaccia divenne un feudo governato da un feudatario. I feudatari vincolavano al feudo i contadini, che venivano venduti insieme al feudo (i cosiddetti servi della gleba). Vi erano due tipi di patti agrari tra feudatario e contadino:
1. le concessioni enfiteutiche erano dei patti in cui il contadino riceveva un pezzo di terreno da coltivare e in cambio doveva pagare un canone annuo.
2. il pastinato era invece un altro tipo di patto che differiva dalle concessioni enfiteutiche per il fatto che i contadini pagavano il canone solo se il feudo era pienamente produttivo. Al termine del contratto il feudo veniva diviso tra il proprietario e il coltivatore oppure il contadino riotteneva la concessione alle condizioni pattuite.

A Bisaccia veniva praticato il pastinato, che diede tra l'altro il nome a una frazione di Bisaccia, Pastina. Il pastinato fece sì che il castello di Bisaccia divenisse un centro di popolamento intorno al quale sorgevano nuove abitazioni, favorendo tra l'altro la diffusione della piccola proprietà contadina.
Nel 1198 un potente sisma distrusse il castello. In seguito al matrimonio tra la regina dei normanni Costanza d'Altavilla e l'imperatore Enrico VI, le corone di Sicilia e del Sacro Romano Impero vennero unificate nelle mani di Federico II, re di Sicilia e imperatore.

### Ricostruzione del castello ad opera di Federico II
Dal 1230 al 1246 il feudo di Bisaccia appartenne al feudatario di Bisaccia e di Lavello Riccardo I di Bisaccia, il cui figlio, Ruggero di Bisaccia, aveva sposato Mabilia De Amicis, parente stretta del poeta della scuola siciliana Ruggero De Amicis; dal matrimonio nacque Riccardo II di Bisaccia. Nel 1246, tuttavia, il Signore di Bisaccia Riccardo I venne privato del suo feudo dall'Imperatore Federico II e successivamente giustiziato insieme al figlio, a causa del suo coinvolgimento nella congiura di Capaccio. Federico II ricostruì quasi interamente il castello di Bisaccia, quasi interamente distrutto dal terremoto del 1198, e ne usò i sotterranei come prigione. La torre quadrata del castello, tipicamente sveva, è riconducibile all'epoca di Federico II e fu sicuramente elevata «in modo che la sua parte più alta potesse essere collegata visivamente con la rete dei castelli federiciani circostanti fino a quelli della contigua Basilicata». Federico II, inoltre, visitò Bisaccia nel 1250, come risulta dalla Historia Diplomatica Friderica II, che riporta che il 28 giugno 1250 l'Imperatore emanò «nel campo nelle vicinanze di Bisaccia» il seguente mandato:
(Historia Diplomatica Friderica Secundi, p. 435.)
Nelle vicinanze di Bisaccia, si trovava il Formicoso, colle ribattezzato da Federico II "Monte Sano" ("Mons Sanum"), a conferma dell'apprezzamento dell'Imperatore per il luogo. Secondo l'edizione del 1980 dell'archivio storico per le province napoletane, infatti, «Federico II [...] volentieri, è dato supporre, si recava [...] a cacciare [...] nella località detta, ancora oggi, Formicoso», e ciò spiegherebbe anche perché l'Imperatore ribattezzò il Formicoso "Monte Sano". Secondo il sito dei beni culturali, è verosimile che Federico II avesse usato il castello di Bisaccia come residenza di caccia, considerata la passione dell'Imperatore per la caccia col falcone e la vicinanza del borgo con il Formicoso, dove la selvaggina abbondava.  Non è da escludere, inoltre, che il castello fosse stato sede saltuaria della scuola poetica siciliana.
Nel 1254 il castello di Bisaccia fu proprio il luogo dove l'Imperatore Manfredi, figlio di Federico II e braccato dall'esercito del Papa, si rifugiò e si salvò: 
(Niccolò Iamsilla, pp. 137-138)
Manfredi successivamente donò il feudo di Bisaccia dapprima al conte di Acerra e poi a Matteo di Monticchio. Morto Manfredi nella battaglia di Benevento (1266), in seguito alla quale gli Angioini conquistarono il Regno di Sicilia, nel 1267 Corradino, nipote di Manfredi, discese in Italia per tentare di riconquistare il regno, ma fu sconfitto. Nel frattempo, all'epoca del tentativo di riconquista di Corradino, Riccardo II di Bisaccia, avolo del barone di Bisaccia Riccardo I, organizzò il matrimonio combinato tra la sorella e Matteo di Monticchio, pur senza l'autorizzazione del re angioino; la sorella gli portò così in dote metà del feudo di Bisaccia. Sconfitto Corradino e fatto giustiziare Matteo di Monticchio per tradimento, nel 1268 Carlo I d'Angiò assegnò il feudo di Bisaccia ad Anselme de Chevreuse. Riccardo II fece appello e nel 1271 ritornò in possesso del feudo di Bisaccia, nonostante fosse il cognato di Matteo di Monticchio, traditore del re:
(Historia Diplomatica Friderici II.)
Nel 1274 il feudo di Bisaccia fu assegnato a Guillaume de Cotigny.

### Il castello di Bisaccia sotto gli Angioini e gli Aragonesi (1266-1503)
Il feudo passò a Guglielmo di Cotignì, alla morte del quale il figlio Ruggiero ereditò il feudo ma, essendo ancora minorenne, venne affidato a vari tutori: Pietro de Narra (marito della sorella), Francesco di Montefusco, Nicola di Gesualdo. Diventato maggiorenne (1294) Ruggiero ottenne pieno potere.
Nel frattempo nel 1282 la Sicilia si era rivoltata (vespri siciliani) e si liberò dal giogo angioino passando agli Aragonesi. Gli Aragonesi si impadronirono in seguito anche del regno di Napoli, Bisaccia compresa. Nel 1419 il castello apparteneva ad Albanese Picciolo. Il suo successore, Giacomo Della Marra, si ribellò alla corona: fallì e venne punito con la perdita del feudo. Il feudo e il castello vennero assegnati dai sovrani aragonesi al capitano di ventura Giacomo Piccinino. L'8 settembre 1462 il re Ferrante I d'Aragona, saputo che Giacomo Piccinino era passato dalla parte del nemico (il duca Giovanni d'Angiò) donò il feudo di Bisaccia a Pirro del Balzo, duca di Venosa.

### Periodo spagnolo (1503-1707)
Nel 1503 Bisaccia divenne dominio spagnolo. Il 6 giugno 1504 Bisaccia, che era di proprietà reale (Federico d'Aragona aveva infatti sposato la proprietaria del feudo, Isabella del Balzo), venne venduta a Niccolò Maria De Somma. Nel 1518, morto De Somma senza eredi, il castello e il feudo di Bisaccia passò alla regia corte che assegnò il feudo al milite Giuliano Buccino. Il 29 luglio 1532 il feudo venne ceduto, per i servigi resi alla corona, ad Alfonso d'Avalos d'Aquino, marchese del Vasto.
Nel 1533 il castello venne venduto per 3500 ducati a Giovan Battista Manso. Nel 1567 il feudo passò a Giulio Manso che morì nel 1571, lasciando il feudo al figlio minorenne Giovanni Battista Manso II sotto la tutela dell'ava Laura Manso. Quest'ultima, trovatesi in difficoltà economiche per i debiti accumulati dal nipote, fu costretta a vendere all'asta (1571) il feudo di Cuculo (Cuccari). A Gian Battista rimase comunque il castello, nel quale ospitò nel 1588 l'amico Torquato Tasso; come il Tasso, anche Gian Battista era un letterato, anche se di minor successo.

#### Torquato Tasso a Bisaccia

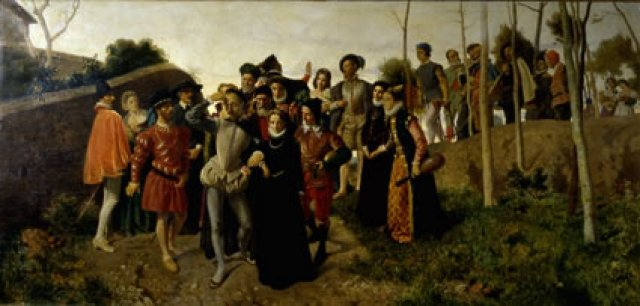
Torquato Tasso infermo a Bisaccia

Verso la fine del 500' il castello di Bisaccia apparteneva a Giovan Battista Manso, amico del celebre poeta Torquato Tasso. Quest'ultimo, giunto a Napoli, si lasciò prendere dalla malinconia per le sue precarie condizioni di salute e per le ristretezze economiche a cui si aggiunsero le polemiche letterarie religiose sulla Gerusalemme liberata da parte dei pedanti. Fu così che accettò l'invito dell'amico G.B. Manso di accompagnarlo nel suo feudo di Bisaccia, dove poteva acchetarvi alcune discordie sorte tra quei suoi vassalli (cap. IV della Vita). A Bisaccia, dove si trattenne per il mese di ottobre e novembre 1588 il Tasso trovò grandissimo sollievo e, come si apprende da una lettera di Manso al principe di Conca, si diede alla caccia, mentre, quando le condizioni del tempo erano cattive, passava lunghe ore udendo suonare e cantare.
E poiché il Tasso credeva nell'esistenza degli spiriti, il conte di Bisaccia lo persuase di averne a familiare uno; questo spirito amoroso come racconta il Tasso nel dialogo Il messaggero, che lo visitava nei suoi sogni, gli appariva sotto la figura di un giovanetto dagli occhi azzurri, simili a quelli che Omero alla dea d'Atene attribuisce.
La permanenza del Tasso a Bisaccia è ricordata in un dipinto di Bernardo Celentano e nei versi di una poesia di Luigi Conforti; e Armando Ciollaro, in un articolo pubblicato sul Roma, propose che i già citati versi venissero scritti sulla facciata del castello. Il famoso critico letterario Francesco De Sanctis, che aveva visitato il castello di Bisaccia e ammirato il panorama da una finestra, scrisse:
(Francesco De Sanctis)

### Ducato di Bisaccia

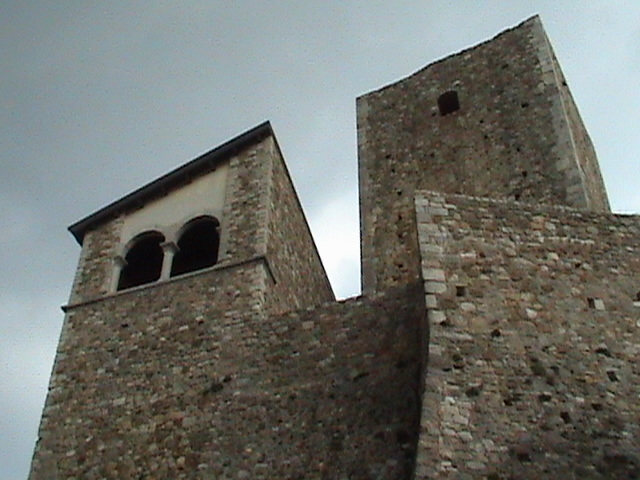
Il castello ducale era la residenza dei duchi di Bisaccia

Nel 1600 il re Filippo II di Spagna elevò a ducato Bisaccia per i meriti di Ascanio Pignatelli (primo duca di Bisaccia) e i servigi resi alla corona da suo padre Scipione, marchese di Lauro.
Elenco dei duchi di Bisaccia nel periodo spagnolo
- 1600-1601: Ascanio Pignatelli
- 1601-1645: Francesco Pignatelli
- 1645-1681: Carlo Pignatelli
- 1681-1719: Francesco Pignatelli (II)

I Pignatelli soggiornavano nel castello di Bisaccia, la loro residenza signorile. Il terremoto del 1694 semidistrusse il castello, ma i danni vennero riparati.

### Periodo austriaco e borbonico (1707-1805)
Con la pace di Utrecht, il regno di Napoli passò agli austriaci.
Sotto la dominazione austriaca, furono duchi di Bisaccia (oltre a Francesco):
- Procopio Pignatelli (1719-1743)

Tra il 1731 e il 1739 l'Austria fu coinvolta nella guerra di successione polacca. Nel 1734, con la battaglia di Bitonto, i Regni di Napoli e Sicilia ritornano formalmente indipendenti, dopo oltre due secoli di dominazione politica prima spagnola e poi austriaca. Sul trono di Napoli e Sicilia si insediarono i Borboni.
In questo periodo furono duchi:
- Procopio Pignatelli (1719-1743)
- Guido Felice Pignatelli (1743-1755)
- Casimiro Pignatelli (1755-1802)
- Giovanni Armando Pignatelli (1802-1809)

Nel 1769, dopo un terribile incendio, il castello venne via via abbandonato dai nobili feudatari. Molte stanze danneggiate dall'incendio non vennero riparate. Verso la fine del XVIII secolo il duca di Bisaccia concesse ai cittadini del luogo di costruire nuove abitazioni nel terreno occupato dal fossato.

### L'eversione del feudalesimo

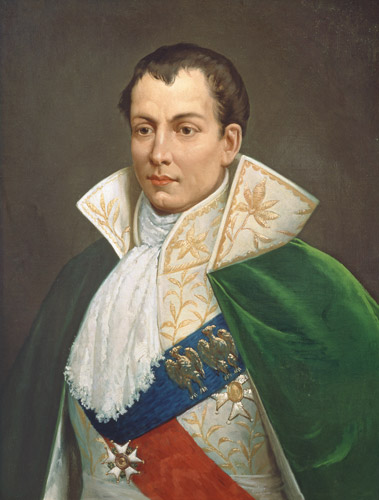
Giuseppe Bonaparte, re di Napoli dal 1806 al 1808, abolì il feudalesimo.

Dopo la vittoria di Austerlitz del 2 dicembre 1805, l'imperatore francese Napoleone Bonaparte promosse l'occupazione del napoletano, condotta con successo dal Gouvion-Saint Cyr e dal Reynier, e dichiarò quindi decaduta la dinastia borbonica. L'imperatore dei francesi nominò quindi il fratello Giuseppe Re di Napoli. Sotto un'amministrazione prevalentemente straniera, composta dal còrso Cristoforo Saliceti, Andrea Miot e Pier Luigi Roederer, furono tentate e attuate, riforme radicali quali l'abolizione del feudalesimo.
(legge di eversione della feudalità del 2 agosto 1806.)
Con questa legge, secondo il prof Bevilacqua, «d'un colpo, l'intera giurisdizione che per secoli aveva attribuito ai baroni un potere quasi assoluto su uomini, terre, castelli, città, fiumi, strade, mulini venne cancellata. In virtù di essa i feudatari, privati degli antichi diritti speciali sulle popolazioni, furono trasformati in semplici proprietari dei loro possedimenti, mentre tutte le altre realtà territoriali, non più sottoposte a usi o a prerogative particolari, vennero a cadere sotto la legge comune del nuovo stato.»
L'8 marzo 1809, l'ottavo duca di Bisaccia Giovanni Armando Pignatelli morì senza lasciare eredi; il feudo e il titolo di duca di Bisaccia vennero quindi devoluti alla corte regia.

### I La Rochefoucauld
Nel 1815, con la sconfitta di Napoleone e di Gioacchino Murat, i Borbone tornarono sul trono di Napoli. Il titolo di duca di Bisaccia, rimasto vacante per circa un quarantennio, venne assegnato, il 16 maggio 1851, a un lontano parente del re di Napoli Ferdinando II: Carlo Maria Sosthènes de la Rochefoucauld-Doudeauville.
Nel 1860 il generale sabaudo Giuseppe Garibaldi conquistò il Regno delle due Sicilie, e dunque Bisaccia, che fu annesso al Regno di Sardegna, che poi nel 1861 cambiò nome in Regno d'Italia.
Il terremoto del 1910 danneggiò il castello:
In eguali condizioni trovasi la parte nord del fabbricato, dove però le lesioni sono più appariscenti a causa dei soffitti ad incannucciate, cui aderisce poco l'intonaco. L'alloggio nuovo, a piano superiore, presenta le medesime lesioni degli ambienti a sud ed ha pure bisogno di restauro il corridoio sul portone d'ingresso.
Il muro del rivestimento della scarpata del castello trovasi in buone condizioni: occorrono lievi riparazioni presso la grondàia del muro a nord e sulla faccia ad ovest. Occorre invece demolire perché pericolante il resto della loggetta (metri sette, circa), prospiciente ad ovest e ricostruire saltuariamente i parapetti del giardino e dell'orticello»
L'13º duca di Bisaccia Edouard François Marie de La Rochefoucauld (Parigi, 4 febbraio 1874 - 8 febbraio 1968) vendette il castello nel 1956.
Dal 1977 il castello ducale è di proprietà del comune che lo utilizza per varie mostre ed eventi; ultimamente è stato inaugurato al suo interno il museo civico archeologico di Bisaccia che mostra vari reperti archeologici tra cui quelli della tomba della principessa.